# NGC 5150
NGC 5150 este o galaxie spirală situată în constelația Hidra. A fost descoperită în 5 mai 1834 de către John Herschel. Se află la o distanță de 49,52 de megaparseci de Pământ.